# Tukulan
Il Tukulan (in russo Тукулан?; in lingua sacha: Тукулан) è un fiume della Russia siberiana orientale, affluente di destra dell'Aldan. Scorre nella Sacha (Jacuzia).

## Descrizione
Il fiume ha origine dal lago Ulachan-Kjuel', un lago di montagna di 1,5 km² nella sezione sud-occidentale dei monti di Verchojansk, situato nel distretto Ust'-Aldanskij. La sua lunghezza è di 191 km, l'area del suo bacino è di 2880 km². Il fiume scorre in direzione principalmente sud-occidentale. Nella parte superiore attraversa la catena dei monti Sordoginskij. Lasciata la zona montuosa, scorre in una pianura alluvionale costellata da circa 200 laghi dove il letto del fiume si divide in bracci a corso lento. Il suo corso inferiore è una vasta zona paludosa. Sfocia nell'Aldan a 148 km dalla sua confluenza nella Lena. 
Il suo maggior affluente è il Tuora Tukulan (lungo 98 km), proveniente dalla destra idrografica. Il fiume gela tra metà ottobre e metà maggio.